# Bruceiella pruinosa
Bruceiella pruinosa är en snäckart som beskrevs av B.A. Marshall 1994. Bruceiella pruinosa ingår i släktet Bruceiella och familjen Skeneidae. Inga underarter finns listade i Catalogue of Life.